# Wolfgang Kliem
Wolfgang Kliem (* 7. Dezember 1936 in Berlin; † 18. März 2003 ebenda) war ein deutscher Politiker (CDU).
Wolfgang Kliem besuchte ab 1952 eine Berufsschule für Metallarbeiter und legte 1955 die Gesellenprüfung als Maschinenschlosser ab. Er wurde leitender Angestellter der Firma Gebäudereinigung Bosse und trat 1965 der CDU bei. Bei der Berliner Wahl 1971 wurde er in die Bezirksverordnetenversammlung (BVV) im Bezirk Kreuzberg gewählt. Bei der folgenden Wahl 1975 wurde Kliem von der BVV Kreuzberg zum Bezirksstadtrat für Bauwesen gewählt, dieses Amt übte er bis 1979 aus. Bei der Wahl 1985 konnte er das Direktmandat im Wahlkreis Kreuzberg 3 im Abgeordnetenhaus von Berlin gewinnen. Knapp zwei Jahre später konnte er diesen Wahlkreis bei der Wahl 1990 erneut gewinnen. Mit dem Ende der Legislaturperiode 1995 schied er aus dem Parlament aus.